# Europamästerskapet i fotboll för damer 1984

Länder som deltog i EM 1984:
Vinnare
Tvåa
Semifinalist
Övriga deltagare

Europamästerskapet i fotboll för damer 1984 var en fotbollsturnering som hölls mellan 8 april och 27 maj 1984. Turneringen, som Sverige vann, kallades European Competition for Women's Football eftersom mindre än hälften av UEFA:s medlemmar deltog. Matcherna spelades i 2×35 minuter och med en mindre boll (storlek 4).

## Kval
I kvalet deltog 16 nationer som fördelades på fyra grupper med fyra lag vardera. Gruppsegraren från varje grupp gick vidare till slutspel. Lagen som kvalificerades var Sverige, England, Italien och Danmark.

## Slutspel

### Slutspelsträd
|  | Semifinal | Semifinal | Semifinal | Semifinal | Semifinal |       |                | Final          | Final | Final | Final | Final |
|  |           |           |           |           |           |       |                |                |       |       |       |       |
|  | Italien   | Italien   | 2         | 1         | 3         |       |                |                |       |       |       |       |
|  | Sverige   | Sverige   | 3         | 2         | 5         |       |                |                |       |       |       |       |
|  |           |           |           |           |           |       | Sverige (str.) | Sverige (str.) | 1     | 0     | 1 (4) |       |
|  |           | England   | England   | 0         | 1         | 1 (3) |                |                |       |       |       |       |
|  | England   | England   | 2         | 1         | 3         |       |                |                |       |       |       |       |
|  | Danmark   | Danmark   | 1         | 0         | 1         |       |                |                |       |       |       |       |

### Semifinaler
England mot Danmark
|             | 8 april 1984 | England                        | 2 – 1           | Danmark           | Gresty Road                                           |                                                       |
| 13:30 UTC+1 | 13:30 UTC+1  | Linda Curl 31′ Liz Deighan 51′ | (1 – 0) Rapport | 49′ Inge Hindkjær | Crewe Publik: 1 000 Domare: Kevin O'Sullivan (Irland) | Crewe Publik: 1 000 Domare: Kevin O'Sullivan (Irland) |
| 13:30 UTC+1 | 13:30 UTC+1  |                                |                 |                   | Crewe Publik: 1 000 Domare: Kevin O'Sullivan (Irland) | Crewe Publik: 1 000 Domare: Kevin O'Sullivan (Irland) |
| 13:30 UTC+1 | 13:30 UTC+1  |                                |                 |                   | Crewe Publik: 1 000 Domare: Kevin O'Sullivan (Irland) | Crewe Publik: 1 000 Domare: Kevin O'Sullivan (Irland) |

|             | 28 april 1984 | Danmark | 0 – 1           | England            | Hjørring Stadion                                   |                                                    |
| 14:00 UTC+2 | 14:00 UTC+2   |         | (0 – 0) Rapport | 44′ Debbie Bampton | Hjørring Publik: 1 462 Domare: Kaj Natri (Finland) | Hjørring Publik: 1 462 Domare: Kaj Natri (Finland) |
| 14:00 UTC+2 | 14:00 UTC+2   |         |                 |                    | Hjørring Publik: 1 462 Domare: Kaj Natri (Finland) | Hjørring Publik: 1 462 Domare: Kaj Natri (Finland) |
| 14:00 UTC+2 | 14:00 UTC+2   |         |                 |                    | Hjørring Publik: 1 462 Domare: Kaj Natri (Finland) | Hjørring Publik: 1 462 Domare: Kaj Natri (Finland) |

Italien mot Sverige
|       | 8 april 1984 | Italien                                     | 2 – 3           | Sverige                                                  | Stadio Flaminio                                         |                                                         |
| UTC+2 | UTC+2        | Carolina Morace 18′ Elisabetta Vignotto 29′ | (2 – 1) Rapport | 23′ Helene Johansson 48′ Pia Sundhage 57′ Doris Uusitalo | Rom Publik: 5 000 Domare: Werner Föckler (Västtyskland) | Rom Publik: 5 000 Domare: Werner Föckler (Västtyskland) |
| UTC+2 | UTC+2        |                                             |                 |                                                          | Rom Publik: 5 000 Domare: Werner Föckler (Västtyskland) | Rom Publik: 5 000 Domare: Werner Föckler (Västtyskland) |
| UTC+2 | UTC+2        |                                             |                 |                                                          | Rom Publik: 5 000 Domare: Werner Föckler (Västtyskland) | Rom Publik: 5 000 Domare: Werner Föckler (Västtyskland) |

|       | 28 april 1984 | Sverige               | 2 – 1           | Italien             | Folkungavallen                                      |                                                     |
| UTC+2 | UTC+2         | Pia Sundhage 28′, 52′ | (1 – 0) Rapport | 50′ Carolina Morace | Linköping Publik: 5 162 Domare: Rolf Haugen (Norge) | Linköping Publik: 5 162 Domare: Rolf Haugen (Norge) |
| UTC+2 | UTC+2         |                       |                 |                     | Linköping Publik: 5 162 Domare: Rolf Haugen (Norge) | Linköping Publik: 5 162 Domare: Rolf Haugen (Norge) |
| UTC+2 | UTC+2         |                       |                 |                     | Linköping Publik: 5 162 Domare: Rolf Haugen (Norge) | Linköping Publik: 5 162 Domare: Rolf Haugen (Norge) |

### Final
|       | 12 maj 1984 | Sverige          | 1 – 0           | England | Ullevi                                                     |                                                            |
| UTC+2 | UTC+2       | Pia Sundhage 57′ | (0 – 0) Rapport |         | Göteborg Publik: 5 662 Domare: Cees Bakker (Nederländerna) | Göteborg Publik: 5 662 Domare: Cees Bakker (Nederländerna) |
| UTC+2 | UTC+2       |                  |                 |         | Göteborg Publik: 5 662 Domare: Cees Bakker (Nederländerna) | Göteborg Publik: 5 662 Domare: Cees Bakker (Nederländerna) |
| UTC+2 | UTC+2       |                  |                 |         | Göteborg Publik: 5 662 Domare: Cees Bakker (Nederländerna) | Göteborg Publik: 5 662 Domare: Cees Bakker (Nederländerna) |

|       | 27 maj 1984 | England                                                                | 1 – 0                      | Sverige                                                                  | Kenilworth Road                                    |                                                    |
| UTC+1 | UTC+1       | Linda Curl 31′                                                         | (1 – 0) Rapport            |                                                                          | Luton Publik: 2 565 Domare: Ignace Goris (Belgien) | Luton Publik: 2 565 Domare: Ignace Goris (Belgien) |
| UTC+1 | UTC+1       |                                                                        |                            |                                                                          | Luton Publik: 2 565 Domare: Ignace Goris (Belgien) | Luton Publik: 2 565 Domare: Ignace Goris (Belgien) |
| UTC+1 | UTC+1       | Linda Curl Angela Gallimore Debbie Bampton Lorraine Hanson Kerry Davis | Straffsparksläggning 3 – 4 | Anette Börjesson Eva Andersson Helene Johansson Ann Jansson Pia Sundhage | Luton Publik: 2 565 Domare: Ignace Goris (Belgien) | Luton Publik: 2 565 Domare: Ignace Goris (Belgien) |

Sverige vann med 4–3 efter straffläggning (ackumulerat slutresultat 1–1).